# 김영승 (시인)
김영승(1959년 ~ )은 대한민국의 시인이다.

## 이력
인천의 제물포고등학교를 거쳐 1983년 성균관대학교 철학과를 졸업하였고, 대학원에서 철학을 전공하다가 중도에 그만두었다. 1986년 계간 <세계의 문학> 가을호에 <반성. 서(序)>외 3편의 시를 발표하면서 등단하였다.  1980년대 현실을 특유의 해학으로 극복한 『반성』, 연시적 분위기를 저변에 깔고서 가혹하게 자아를 성찰하며 세상사의 이면을 뒤집어 보고있는 『취객의 꿈』, 풍자와 야유의 방법으로 세상의 허위와 기만에 대응하는 『차에 실려 가는 차』(1989), 슬픔의 정조를 지닌 독설과 자학으로 권태에 대한 공격과 그 공격 자체에 대한 권태를 그려낸 『권태』 등의 시집에 실린 그의 시는 뒤틀림과 외설, 자조, 야유, 탄식 등을 통해 자아 성찰을 위한 노력 및 현실의 모습을 드러내고 있다. 김영승은 세상에 대한 저항과 정화의 욕망을 배설의 시학으로 그려내는 시인으로 평가된다. 2002년에 제3회 현대시작품상, 2010년에 제5회 불교문예작품상, 2011년에 제29회 인천시 문화상, 2014년에 제1회 형평문학상을 수상하였다.

## 시집
- 《반성》, 민음사, 1987년
- 《車에 실려가는 車》, 우경, 1988년
- 《취객의 꿈》, 청하, 1988년
- 《심판처럼 두려운 사랑》(장정일과의 2인 시집), 책나무, 1989년
- 《아름다운 폐인》, 미학사, 1991년
- 《몸 하나의 사랑》, 미학사, 1994년 1월
- 《권태》, 책나무, 1994년
- 《무소유보다도 찬란한 극빈》, 나남출판, 2001년
- 《반성》개정판, 민음사, 2007년 4월
- 《화창》, 세계사, 2008년 6월
- 《흐린 날 미사일》, 나남출판, 2013-3-20

## 수필집
- 1989년, 《오늘 하루의 죽음》, 문음사